# Oniscidea
Oniscidea là một phân bộ động vật thuộc bộ Chân đều, lớp Giáp mềm.

## Phân loại
Phân thứ bộ/Nhánh Diplocheta
- Ligiidae

Phân thứ bộ Holoverticata
- Nhánh Tylida

- Tylidae

- Nhánh Microcheta

- Mesoniscidae

- Nhánh Synocheta

- Buddelundiellidae
- Schoebliidae
- Styloniscidae
- Titaniidae
- Trichoniscidae
- Tunanoniscidae

- Nhánh Crinocheta

- Agnaridae
- Alloniscidae
- Armadillidae
- Armadillidiidae
- Balloniscidae
- Bathytropidae
- Berytoniscidae
- Cylisticidae
- Delatorreidae
- Detonidae
- Eubelidae
- Halophilosciidae
- Olibrinidae
- Oniscidae
- Philosciidae
- Platyarthridae
- Porcellionidae
- Pudeoniscidae
- Rhyscotidae
- Scleropactidae
- Scyphacidae
- Spelaeoniscidae
- Stenoniscidae
- Tendosphaeridae
- Trachelipodidae

## Hình ảnh

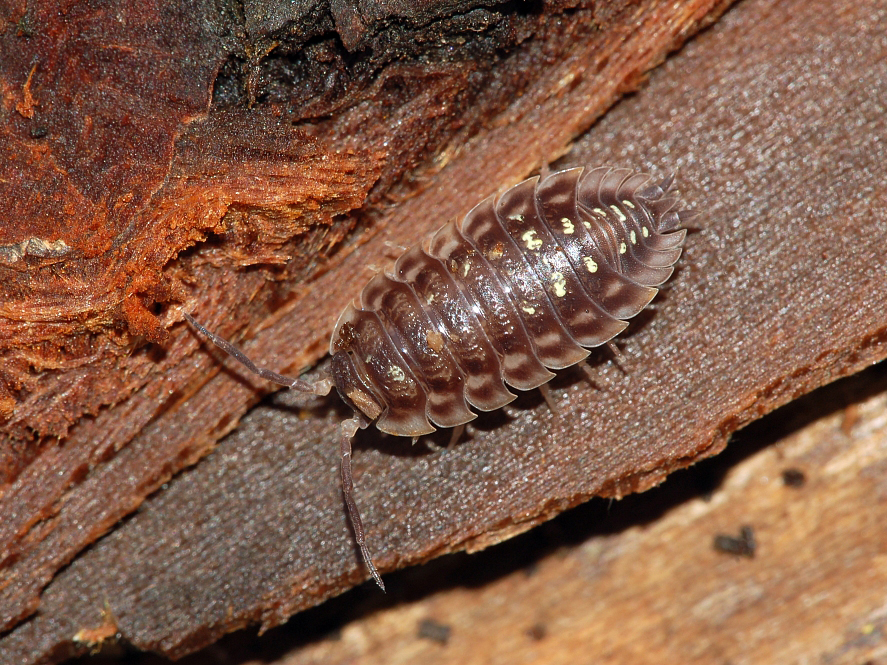
Oniscus asellus
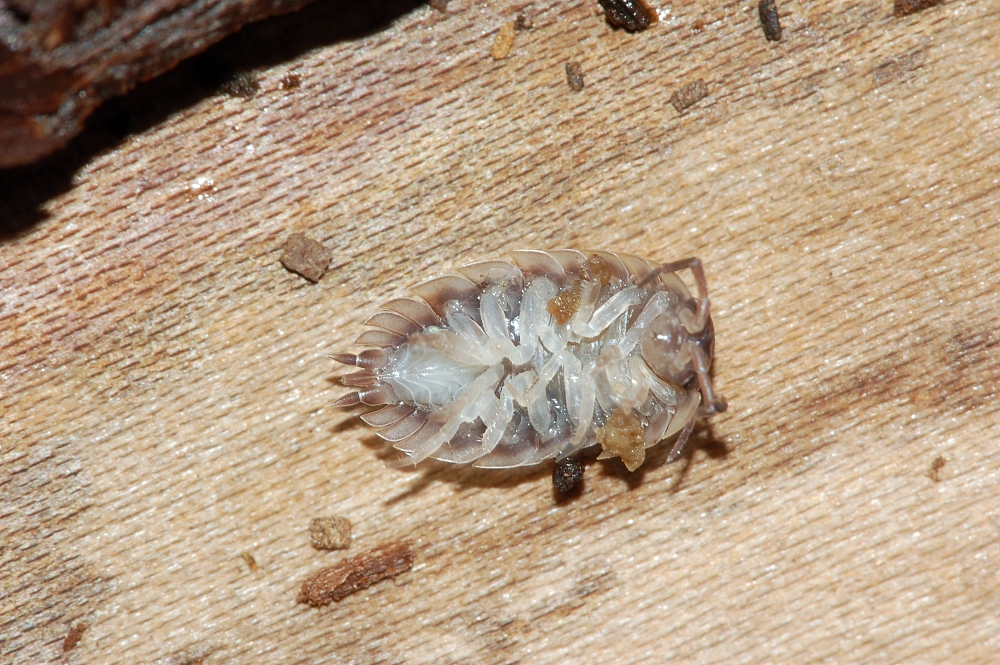
Oniscus asellus